# 교토 시영 지하철 도자이선
교토 시영 지하철 도자이선(일본어: 京都市営地下鉄東西線)은 일본의 지하철 노선 가운데 하나이다. 일본 교토부 우지시에 있는 로쿠지조역과 교토시 우쿄구에 있는 우즈마사텐진가와역을 잇는다.

## 역사
- 1997년 10월 12일: 다이고 ~ 니조 구간이 개통. 미사사기 ~ 교토 시청앞 구간에 게이한 전기 철도 차량만 직결 운행 개시.
- 2004년 11월 26일: 로쿠지조 ~ 다이고 구간이 연장개통.
- 2008년 1월 16일: 니조 ~ 우즈마사텐진가와 구간이 연장개통. 게이한 전기철도 차량이 운행 구간도 우즈마사텐진가와까지 연장

## 차량
- 50계
- 게이한 전기 철도 800계(미사사기 ~ 우즈마사텐진가와 구간만)

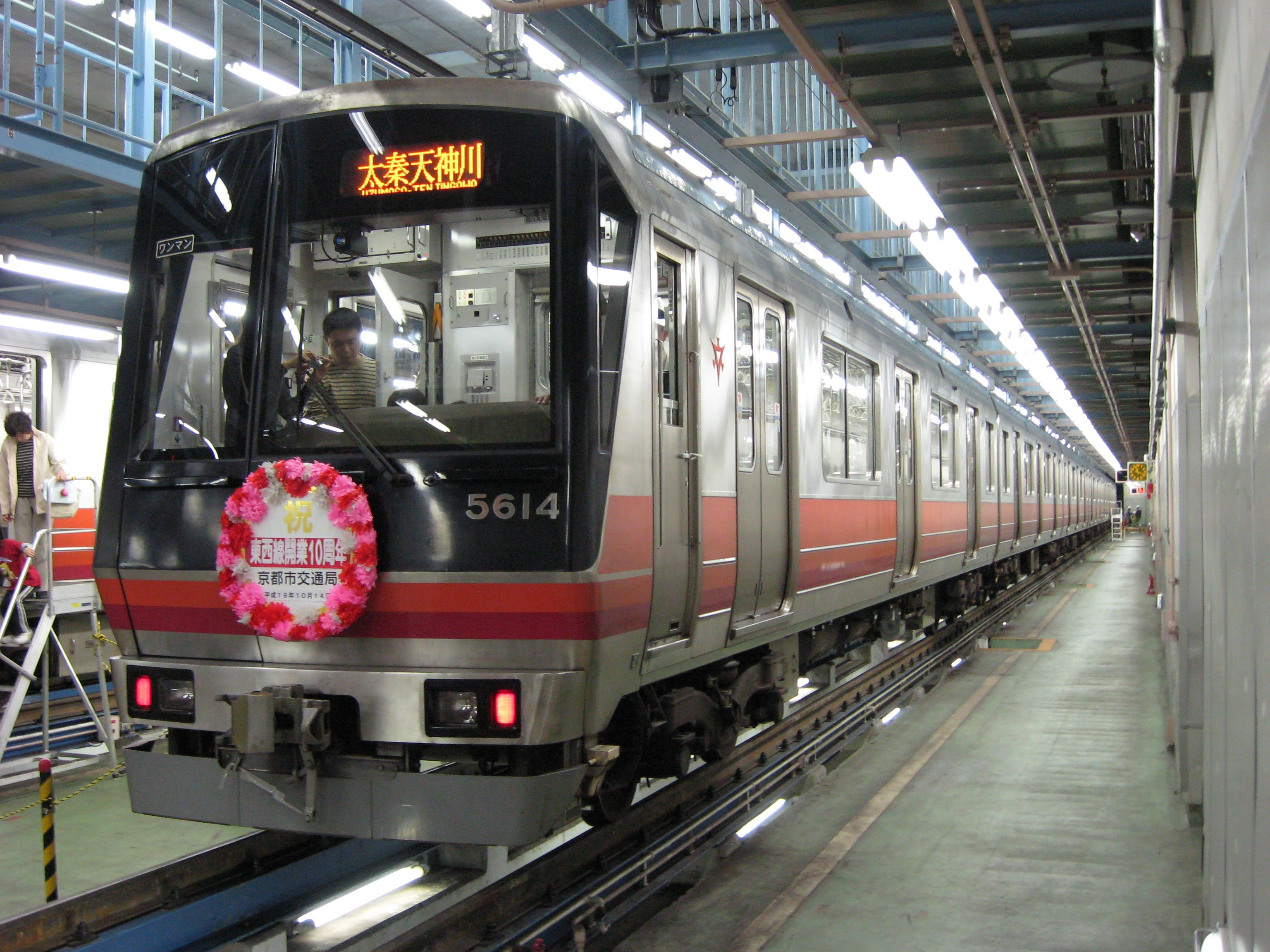
50계
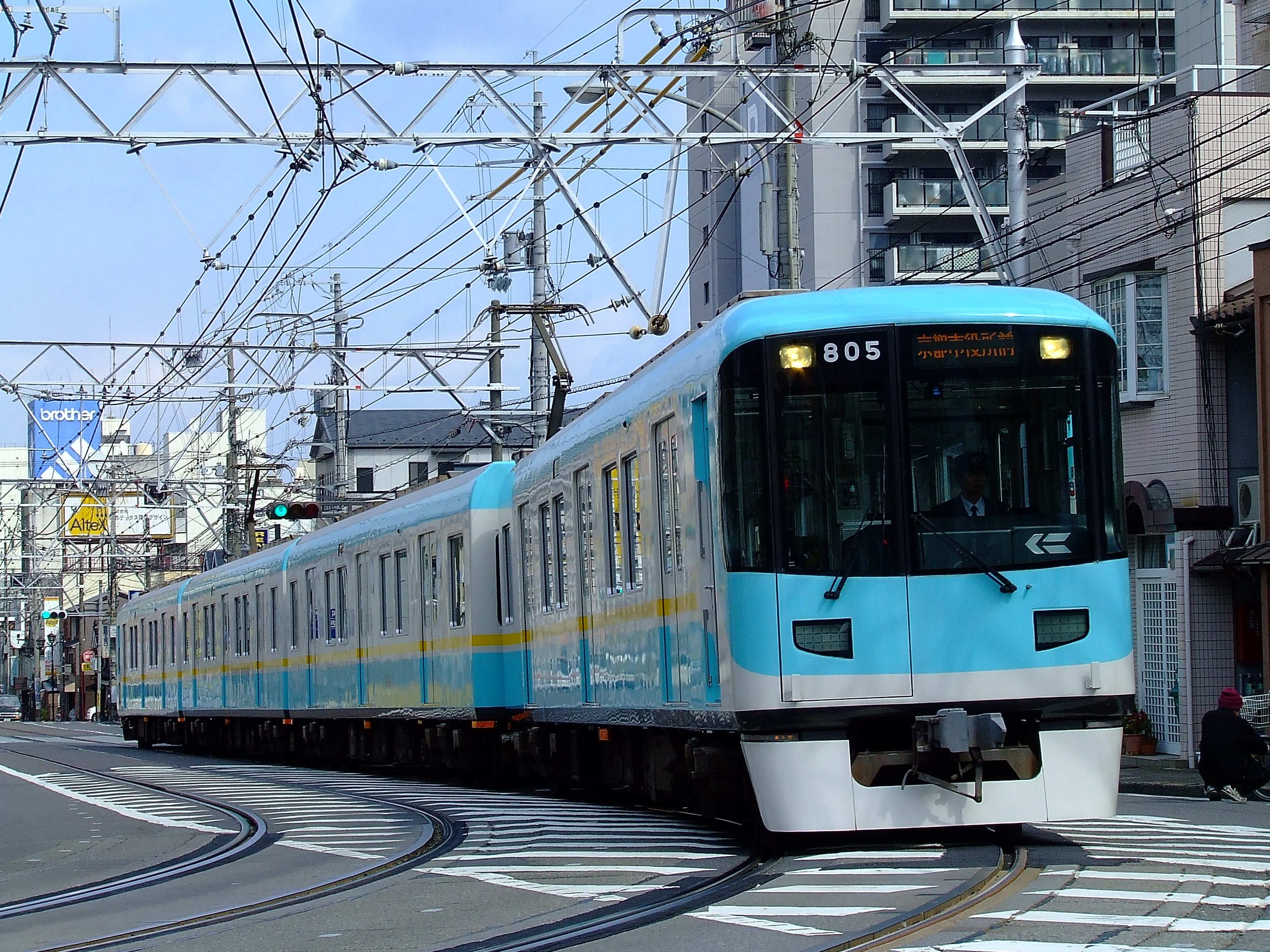
게이한 전기 철도 800계

## 운행 형태
50계 전동차는 지하철 구간만 운행하며 게이한 전기 철도 구간에 직결 운행을 하지 않는다.
게이한 전기 철도 전동차는 우즈마사텐진가와역에서 미사사기 역을 거쳐 게이한 전기 철도 게이신 선 하마오쓰 역까지를 왕복 운행한다.

## 역 목록
| 역 번호 | 역 이름                                   | 일본어 이름                         | 거리 (km) | 접속 노선                                              | 소재지 | 소재지 | 소재지                                |
| ------- | ----------------------------------------- | ----------------------------------- | --------- | ------------------------------------------------------ | ------ | ------ | ------------------------------------- |
| T01     | 로쿠지조                                  | 六地蔵                              | 0.0       | 나라 선, 게이한 전기 철도 우지 선                      | 교토부 | 우지시 | 우지시                                |
| T02     | 이시다                                    | 石田                                | 1.1       |                                                        | 교토부 | 교토시 | 후시미구                              |
| T03     | 다이고                                    | 醍醐                                | 2.4       |                                                        | 교토부 | 교토시 | 후시미구                              |
| T04     | 오노                                      | 小野                                | 3.6       | 야마시나구                                             | 교토부 | 교토시 |                                       |
| T05     | 나기츠지                                  | 椥辻                                | 4.9       | 야마시나구                                             | 교토부 | 교토시 |                                       |
| T06     | 히가시노                                  | 東野                                | 5.9       | 야마시나구                                             | 교토부 | 교토시 |                                       |
| T07     | 야마시나                                  | 山科                                | 7.0       | 야마시나구                                             | 교토부 | 교토시 | 도카이도 본선(비와코 선), 고세이 선   |
| T08     | 미사사기                                  | 御陵                                | 8.7       | 야마시나구                                             | 교토부 | 교토시 | 게이한 전기 철도 게이신 선(직결 운행) |
| T09     | 게아게 (웨스틴 미야코 호텔 교토 앞)       | 蹴上 (ウェスティン都ホテル京都前)   | 10.5      |                                                        | 교토부 | 교토시 | 히가시야마구                          |
| T10     | 히가시야마 (미야코 멧세 앞)               | 東山 (みやこめっせ前)               | 11.5      |                                                        | 교토부 | 교토시 | 히가시야마구                          |
| T11     | 산조케이한 (교토 산조 대교 치과진료소 앞) | 三条京阪 (京都三条ブリッジ歯科前)   | 12.1      | 게이한 전기 철도 게이한 본선(산조역), 오토 선(산조 역) | 교토부 | 교토시 | 히가시야마구                          |
| T12     | 교토시야쿠쇼마에 (가와라마치오이케)       | 京都市役所前 (河原町御池)           | 12.6      |                                                        | 교토부 | 교토시 | 나카교구                              |
| T13     | 가라스마오이케 (아다치 병원 앞)           | 烏丸御池 (足立病院前)               | 13.5      | 가라스마 선                                            | 교토부 | 교토시 | 나카교구                              |
| T14     | 니조조마에                                | 二条城前                            | 14.3      |                                                        | 교토부 | 교토시 | 나카교구                              |
| T15     | 니조 (불교 대학 니조 캠퍼스 앞)           | 二条 (仏教大学二条キャンパス前)     | 15.1      | 산인 본선(사가노 선)                                   | 교토부 | 교토시 | 나카교구                              |
| T16     | 니시오지오이케 (시마즈 제작소 앞)         | 西大路御池 (島津製作所総前)         | 16.2      |                                                        | 교토부 | 교토시 | 나카교구                              |
| T17     | 우즈마사텐진가와 (교토 첨단 과학 대학 앞) | 太秦天神川 (京都先端科学技術大学前) | 17.5      | 게이후쿠 전기 철도 아라시야마 본선(란덴 덴진가와 역)   | 교토부 | 교토시 | 우쿄구                                |